# Leptosomatum sabangense
Leptosomatum sabangense är en rundmaskart som beskrevs av Steiner 1915. Leptosomatum sabangense ingår i släktet Leptosomatum och familjen Leptosomatidae. Inga underarter finns listade i Catalogue of Life.